# 아틀란테 FC
아틀란테 풋볼 클럽(Atlante Fútbol Club) 또는 아틀란테(Atlante)는 멕시코의 축구 클럽으로 수도 멕시코 시티를 연고로 하며 이 클럽은 1918년 12월 8일 멕시코 시티의 로마 식민지에서 설립 되었다.
멕시코시티의 빈민가에 있는 서민층(농부와 상인)의 부문을 통합한 설립자들의 사회적 기원에 의해 서민팀으로 널리 알려져 있는데 아틀란테 FC는 3번의 리가 MX 우승 타이틀과 2번의 COPA MÉXICO 1번의 Campeón de Campeones 우승 타이틀 있으며 국제 무대에서 두 차례에 걸쳐 Liga de Campeones de la Concacaf를 우승했다.
1989-90년 멕시코 시티에서 케레타로까지 6차례나 도시를 옮겼기 때문에 역사상 가장 많은 이적을 받은 팀이며 2002년 아페르투라(시즌 중)에서 네자호알코요틀로, 네자호알코요틀에서 네자호알코요틀로 돌아왔고 2004년 멕시코시티에서 2007년 아페르투라(시즌중)  칸쿤까지 그리고 마침내 아페르투라 2020년 멕시코시티로 돌아왔다.
이러한 사건들과 지난 토너먼트에서의 클럽의 실적 부진은 그가 누렸던 주목할 만한 대중의 지지를 약화 시켰다.
아즈텍 스타디움의 소유권을 공유했을 때를 제외하고 아틀란테 FC는 결코 자신의 경기장을 갖고 있지 않았는데 아틀란테 FC 팀은 알레한자, 아스투리아스, 스페인, 네카사 연고지의 경기장을 빌렸고 같은 방식으로 그는 스포츠 시티 스타디움(1947-57, 1983-96, 심지어 블루그라나, 2000-02)에 4번 설립 되었다.원래 이름은 University City Stadium, Corrigador, Neza 86, 기존에 있던 칸쿤의 팀을 내쫒고 칸쿤 경기장을를 빌렸다

## 주요 대회 성적

### 멕시코 국내 대회
- 멕시코 프리메라 디비시온: 우승 3회 (1946-1947, 1992-1993, 2007 동계 리그), 준우승 4회 (1945-1946, 1949-1950, 1950-1951, 1981-1982)
- 멕시코 세군다 디비시온: 우승 2회 (1976-1977, 1990-1991)
- 멕시코 국립 아마추어 리그: 우승 5회 (1924-1925, 1925-1926, 1926-1927, 1931-1932, 1940-1941)
- 코파 멕시코: 우승 3회 (1941-1942, 1950-1951, 1951-1952), 준우승 4회 (1943-1944, 1945-1946, 1948-1949, 1962-1963)
- 캄페온 데 캄페오네스: 우승 2회 (1941-1942, 1951-1952), 준우승 2회 (1946-1947, 1950-1951)
- 코파 파추카: 우승 1회 (2005), 준우승 1회 (2009)

### 국제 대회
- CONCACAF 챔피언스리그: 우승 2회 (1983, 2008-2009), 준우승 1회 (1994)
- 2009년 FIFA 클럽 월드컵 4위

## 선수 명단

### 현역
참고: FIFA 자격 규정에 따라 소속된 국가대표팀 국기를 표시합니다. 선수는 복수의 FIFA 비회원국 국적을 가지고 있을 수 있습니다.
| 번호 | 포지션 | 국적 | 이름 |
| ---- | ------ | ---- | ---- |

| 번호 | 포지션 | 국적     | 이름                             |
| ---- | ------ | -------- | -------------------------------- |
| 28   | DF     |          | 엘비스                           |
| 31   | GK     |          | 니콜라스 알레한드로 포라스티에로 |
| 35   | MF     |          | 아드리안 산체스                  |
| 38   | MF     | 콜롬비아 | 제페르송 테노리오                |

## 역대 감독
| 감독            | 임기      |
| --------------- | --------- |
| 옥타비오 비알   | 1950~1951 |
| 다고베르트 몰   | 1968~1970 |
| 다고베르트 몰   | 1971~1972 |
| 다고베르트 몰   | 1976      |
| 호세 로카       | 1985~1987 |
| 리카르도 라볼페 | 1988~1989 |
| 리카르도 라볼페 | 1991~1996 |
| 하비에르 아기레 | 1995~1996 |
| 미겔 에레라     | 2002~2004 |
| 미겔 에레라     | 2010~2011 |
| 리카르도 라볼페 | 2012~2013 |